# Карчувка (Пшисуський повіт)
Карчувка (пол. Karczówka) — село в Польщі, у гміні Русинув Пшисуського повіту Мазовецького воєводства.
Населення — 75 осіб (2011).
У 1975-1998 роках село належало до Радомського воєводства.

## Демографія
Демографічна структура станом на 31 березня 2011 року:
|          | Загалом | Допрацездатний вік | Працездатний вік | Постпрацездатний вік |
| -------- | ------- | ------------------ | ---------------- | -------------------- |
| Чоловіки | 37      | 2                  | 28               | 7                    |
| Жінки    | 38      | 5                  | 18               | 15                   |
| Разом    | 75      | 7                  | 46               | 22                   |